# Autostrada A1 (Chorwacja)

Autostrada A1 (chorw. autocesta A1), także Autostrada Adriatycka (Jadranska autocesta) – autostrada w Chorwacji łącząca Zagrzeb z Zadarem i Splitem, a w przyszłości z miastem Dubrownik.

## Opłaty
Autostrada jest płatna w tzw. systemie zamkniętym, czyli kierowca płaci za faktycznie przejechany dystans.

## Historia budowy

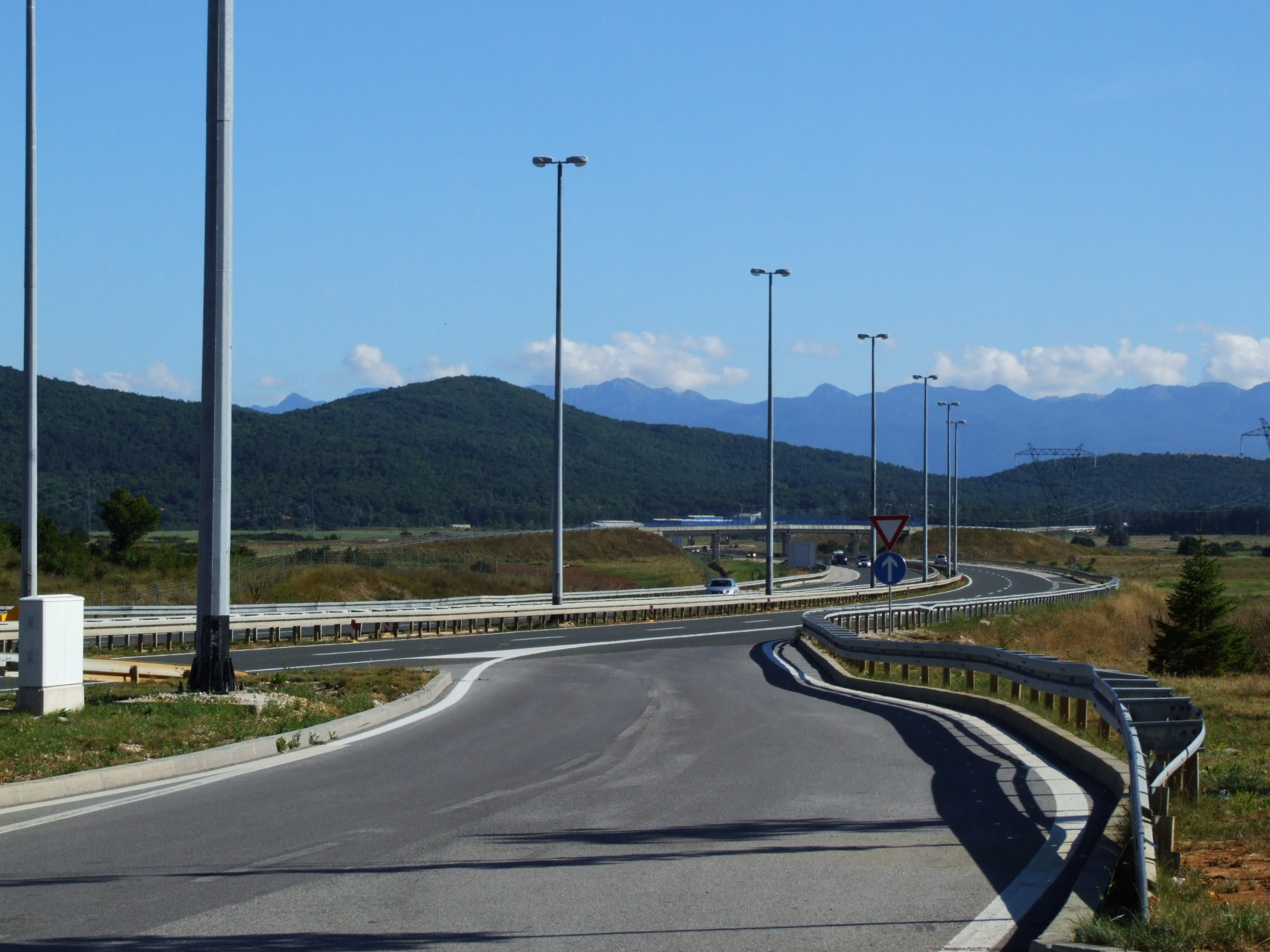
Autostrada A1 niedaleko miasta Gospić

Budowa autostrady została rozpoczęta w 1970 roku, lecz po wybudowaniu pierwszego odcinka ustała na ponad 20 lat. Ożywienie budowy nastąpiło w latach 90 XX wieku, kiedy rozpoczęło się drążenie tunelu Sveti Rok. Znacznie większe prace rozpoczęły się od 2000 roku, które zakończyły się otwarciem wszystkich odcinków od Karlovaca do Splitu w 2005 roku, co kosztowało około 17 mld kun (około 2,2 mld €).
Odcinek Split - Šestanovac został otwarty 27 czerwca 2007 r. Autostrada dociera obecnie do miasta Ploče. Odcinek Vrgorac - Ploče został otwarty 20 grudnia 2013.

## Plany
Przebieg kolejnych odcinków (do Dubrownika) jest w trakcie uzgodnień (istnieje kilka wariantów). Plany budowy dalszej części w stronę granicy z Czarnogórą (około 35 km) nie są jeszcze sprecyzowane.
Kontynentalne terytorium Chorwacji jest przecięte przez wąski, nadbrzeżny obszar należący do Bośni i Hercegowiny w okolicy miasta Neum. W związku z tym autostrada musiałaby przebiegać przez ten teren. Zamiast tego  wybudowany został w 2022 roku kontrowersyjny most Pelješac omijający terytorium Bośni i Hercegowiny2. Takie połączenie fizycznie połączyłoby najbardziej wysunięty na południe obszar Chorwacji (w tym ważny turystycznie Dubrownik) z resztą kraju. Most jest jednak krytykowany z kilku powodów (m.in.: sporna granica morska z Bośnią i zagrożenie dla środowiska).

## Lista otwieranych odcinków
| Odcinek                          | Długość | Rok otwarcia | Kolejność według przebiegu trasy |
| -------------------------------- | ------- | ------------ | -------------------------------- |
| Zagreb - Karlovac                | 38 km   | 1972         | 1                                |
| Karlovac - Vukova Gorica         | 18 km   | 2001         | 2                                |
| Vukova Gorica - Bosiljevo 2      | 11 km   | 2003         | 3                                |
| Bosiljevo 2 - Tunel Mala Kapela  | 36 km   | 2003         | 4                                |
| Gornja Ploča - Zadar 2           | 61 km   | 2003         | 7                                |
| Tunel Mala Kapela - Gornja Ploča | 96 km   | 2004         | 6                                |
| Zadar 2 - Pirovac                | 36 km   | 2004         | 8                                |
| Vrpolje - Dugopolje              | 45 km   | 2004         | 10                               |
| Tunel Mala Kapela                | 6 km    | 2005         | 5                                |
| Pirovac - Vrpolje                | 33 km   | 2005         | 9                                |
| Dugopolje - Šestanovac           | 36 km   | 2007         | 11                               |
| Šestanovac - Ravča               | 42 km   | 2008         | 12                               |
| Ravča - Vrgorac                  | 11 km   | 2011         | 13                               |
| Vrgorac - Ploče                  | 11 km   | 2013         | 14                               |

## Przebieg autostrady

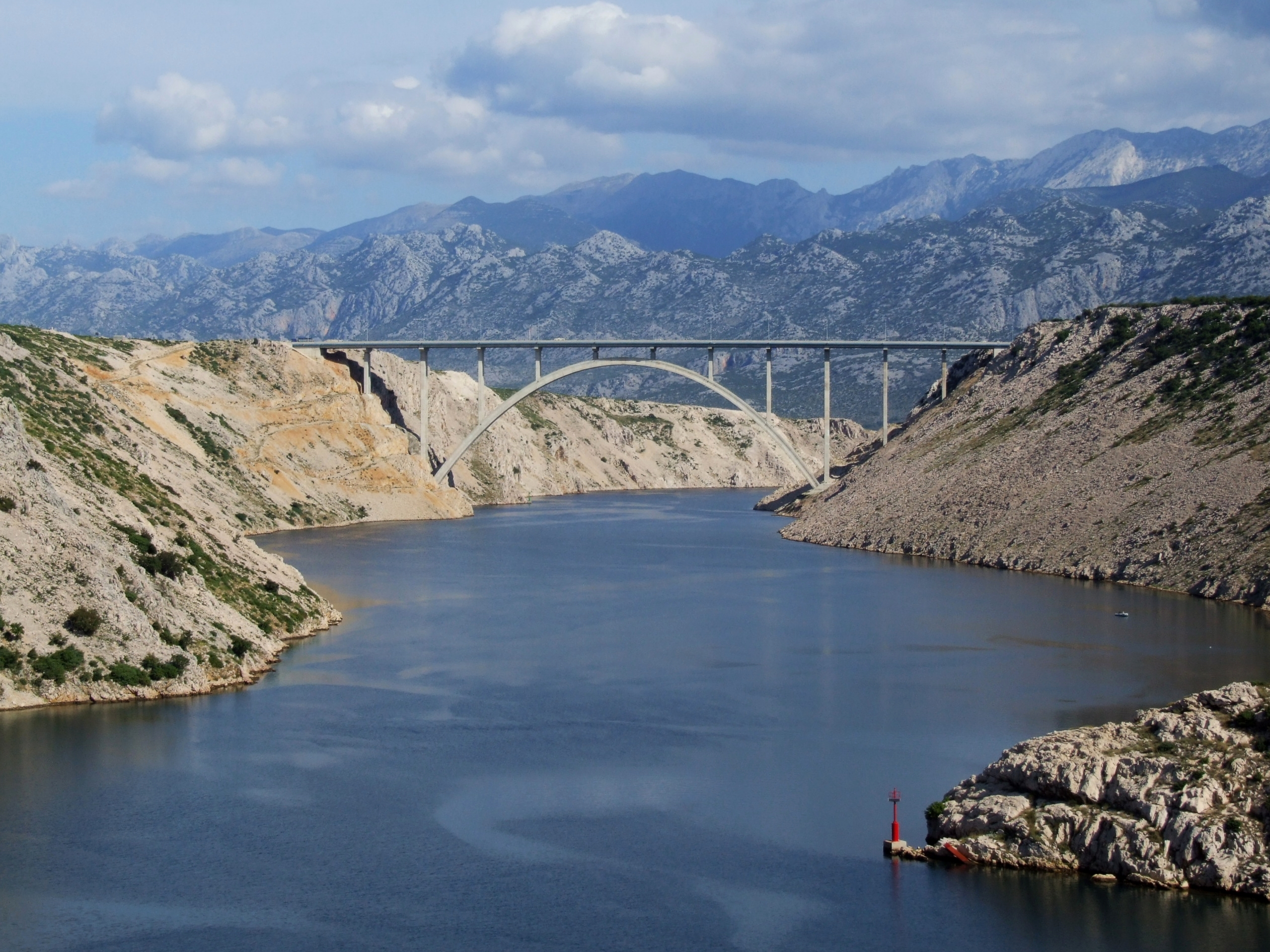
Nowy Most Maslenica na autostradzie A1 w Chorwacji nad cieśniną Novsko ždrilo

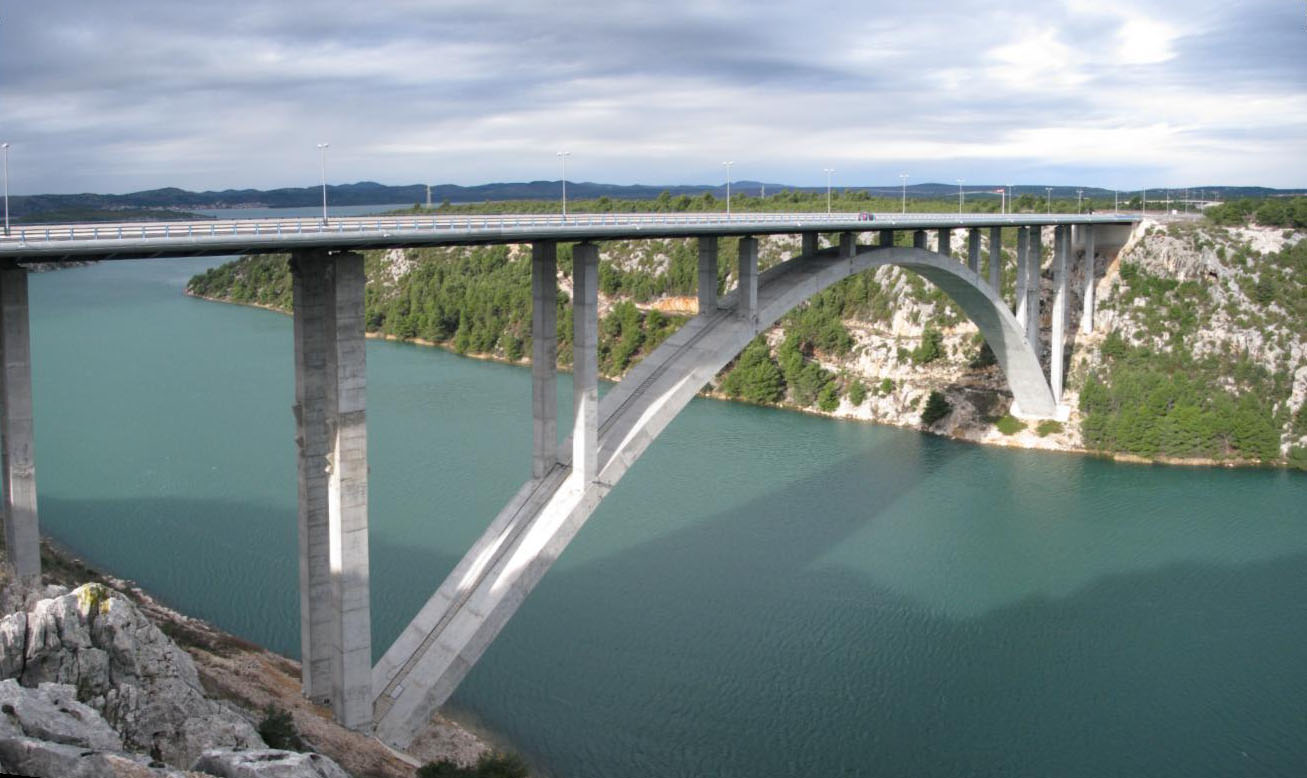
Most Krka w ciągu autostrady A1

- Lučko (A3)
- Jastrebarsko
- Karlovac (1, 3, 6)
- Bosiljevo (A6)
- tunel Mala Kapela
- Tunel Brinje
- Žuta Lokva (A7)
- Gornja Ploča
- Zadar (8)
- Szybenik
- Split (1)
- Šestanovac (39)
- Vrgorac (62)
- Ploče (425)